# النجد الكورنوبي

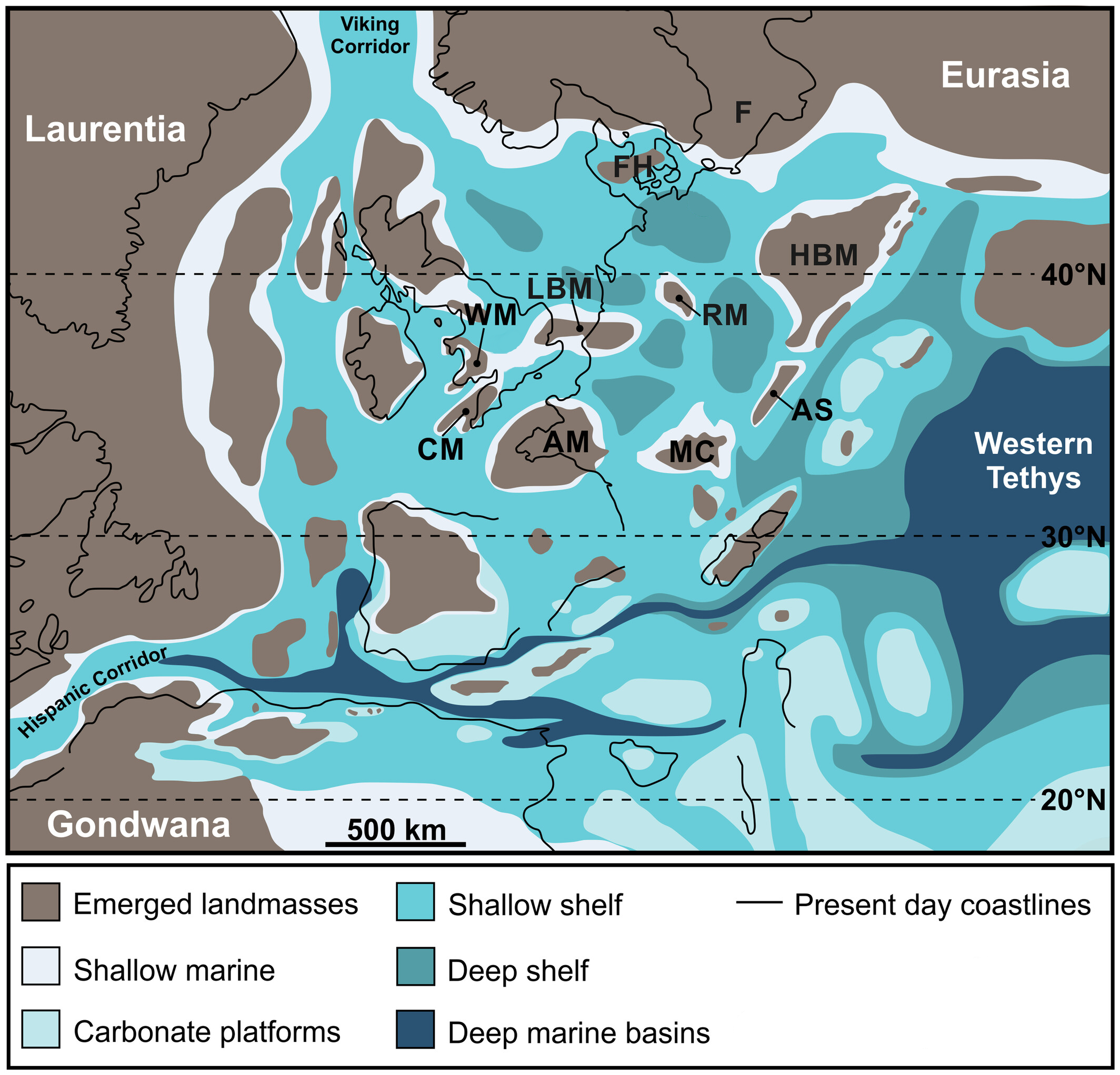
خريطة أوروبا خلال العصر الجوراسي المبكر، توضح موقع نجد كورنوبيان، المسمى "CM" بالنسبة إلى كتل اليابسة الجزرية الأخرى.

نجد كورنوبيان كانت منطقة مرتفعة ومصدرًا للرواسب في جنوب غرب إنجلترا خلال أجزاء من العصر البرمي المتأخر إلى أوائل العصر الطباشيري، وخلال معظم حقبة الحياة الحديثة. غطت مساحتها تقريبًا مساحة ديفون وكورنوال الحالية. وخلال العصر الجوراسي، شكلت كتلة أرضية جزيرة.